# Ресул Шакири
Ресул Шакири (на албански: Resul Shakiri) е политик от Социалистическа република Македония.

## Биография
Роден е на 10 ноември 1931 година в ресенското село Сопотско. След като завършва гимназия се записва във Философския факултет на Скопския университет. От 1950 година членува в МКП. В отделни периоди е председател на Общинския комитет, член на Председателството на ЦК на народната младеж на Македония, директор и главен редактор на в. „Flaka e Vellazerimit“, член на Градския комитет на МКП за Скопие и народен представител в събранието на СРМ. Между 1965 и 1967 е член на Изпълнителния съвет на СРМ.